# Kemal Ljevaković
Kemal Munib Ljevaković (Trepče, 10. srpnja 1948.) bosanskohercegovački je učitelj, pjesnik i autor.
Studirao je srpskohrvatski jezik, južnoslavensku književnost i povijest na Višoj pedagoškoj školi u Mostaru te diplomirao 1970. godine, nakon čega se zaposlio u Osnovnoj školi »Kulin ban« Tešanjka. Studij je nastavio na Filološkom fakultetu u Beogradu, a u školi u kojoj je radio izvršavao je dužnost ravnatelja na tri mandata.

## Djela
- Rat-rane moje duše, 2005., zbirka priča
- Od Trebića do Trepča, 2006., monografija
- 100 godina škole u Tešanjci 1909–2009, 2009., monografija
- Drum – jučer, danas, sutra, 2010., zbornik radova (koautor)[2]
- Siddik, 2011., zbirka pjesama
- Aleja bijelih duša, 2012., zbirka pjesama
- Rječnik tešanjskoga kraja, 2014.
- Samrtna svitanja, 2016., zbirka pjesama
- Blago blagoslova, 2018., roman
- Okamine (mene krhotine), 2020., zbirka pjesama
- Ekrem M. Ajanović – od realke do znanstvenika, 2021., monografija